# 漢普郡
漢普郡（英語：County of Hampshire），舊作修咸頓郡（英語：Southamptonshire），是英國英格蘭東南部的郡。溫切斯特是郡治。以人口計算，南安普敦是第1大城市、自治市鎮，樸茨茅斯是第2大城市、自治市鎮；區是第1大區（district），貝辛斯托克-迪恩是第2大區；貝辛斯托克是第1大鎮（Town），戈斯波特是第2大鎮。
漢普郡是34個非都市郡之一，實際管轄11個非都市區，佔地3,679平方公里（第8），有1,266,000人口（第3）；如看待成48個名譽郡之一，它名義上包含多2個單一管理區─南安普敦、樸茨茅斯，佔地增至3,769平方公里（第9），人口增至1,691,000（第5）。
美國新罕布什尔州的州名便是取自該郡。

## 行政區域

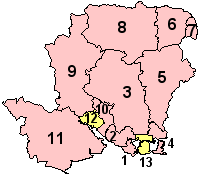
1. 戈斯波特
2. 費勒姆
3. 溫切斯特市
4. 哈文特
5. 漢普郡東
6. 哈特
7. 拉什穆爾
8. 貝辛斯托克-迪恩
9. 泰斯特河谷
10. 伊斯特利
11. 新福里斯特
12. 南安普敦（單一管理區）
13. 樸茨茅斯（單一管理區）

漢普郡下轄13區：戈斯波特、費勒姆（Fareham）、溫切斯特市、哈文特、漢普郡東（East Hampshire）、哈特、拉什穆爾（Rushmoor）、貝辛斯托克-迪恩（Basingstoke and Deane）、泰斯特河谷（Test Valley）、伊斯特利（Eastleigh）、（New Forest）、南安普敦、樸茨茅斯。

## 地理
下圖顯示英格蘭48個名譽郡的分佈情況。漢普郡，東（上半部）與舒梨郡相鄰，東（下半部）與西薩塞克斯郡相鄰，南臨索倫特海峽（對岸是懷特島），西南與多實郡相鄰，西北與渭州郡相鄰，北與伯克郡相鄰。

漢普郡 - Hampshire
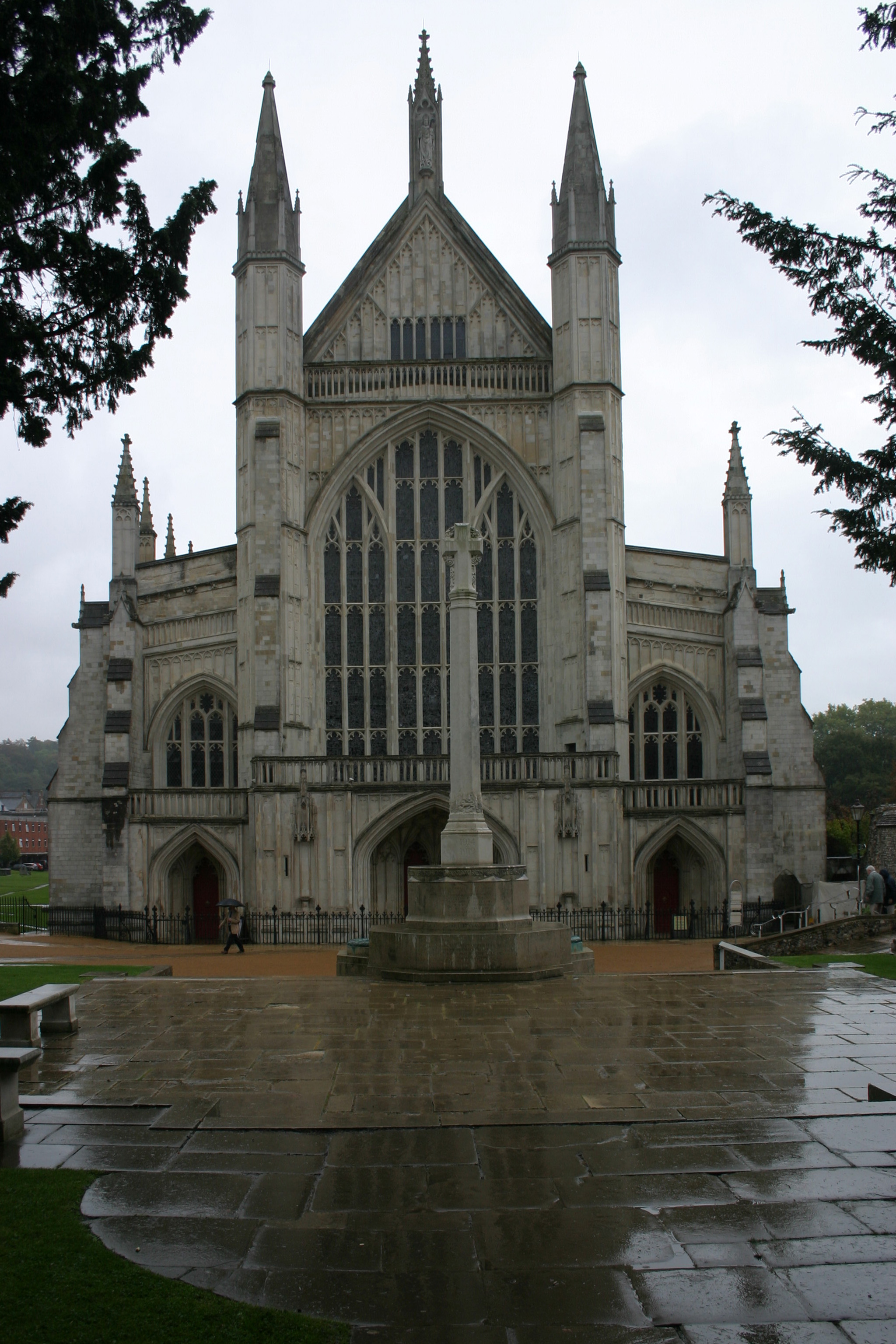
Winchester
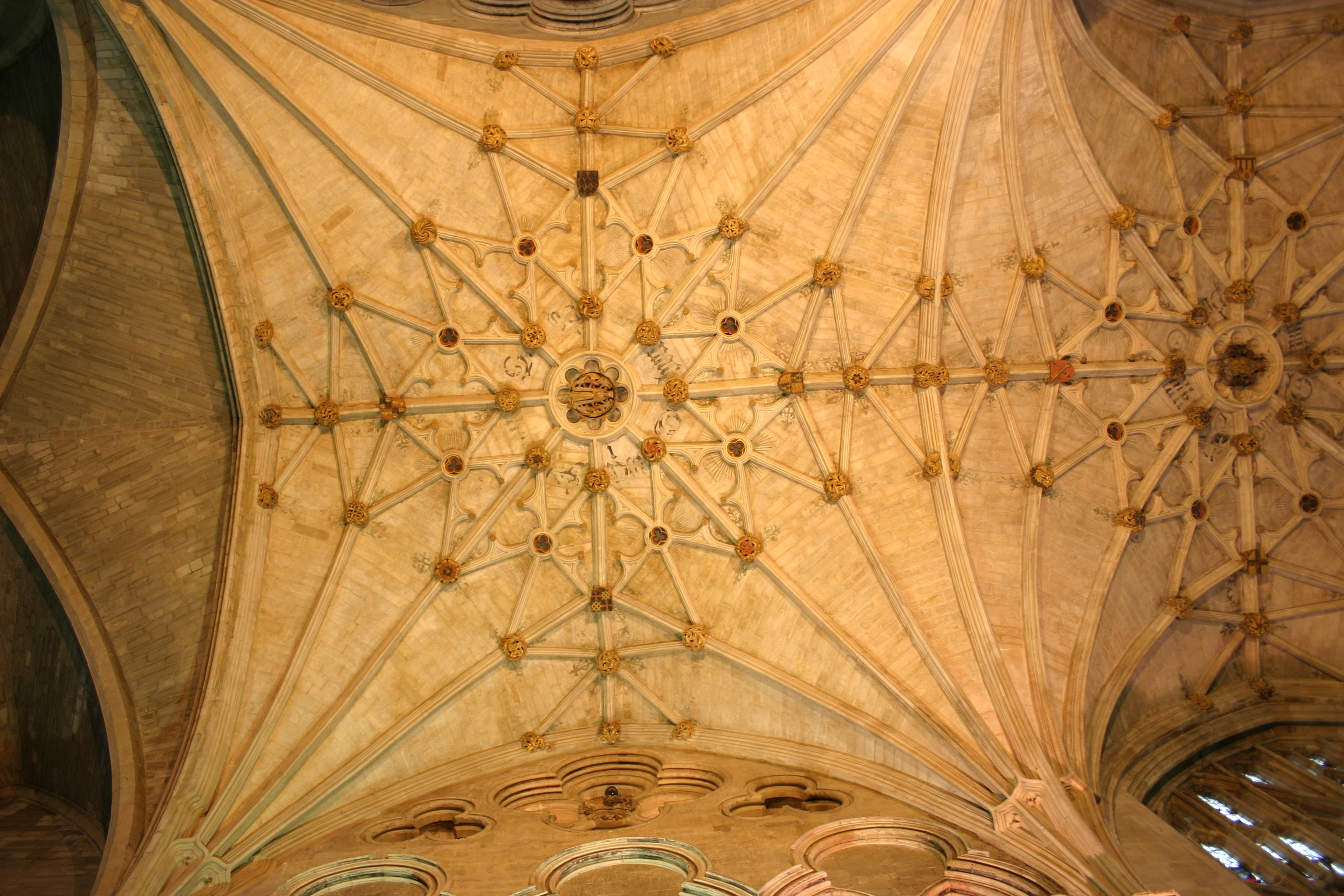
Winchester
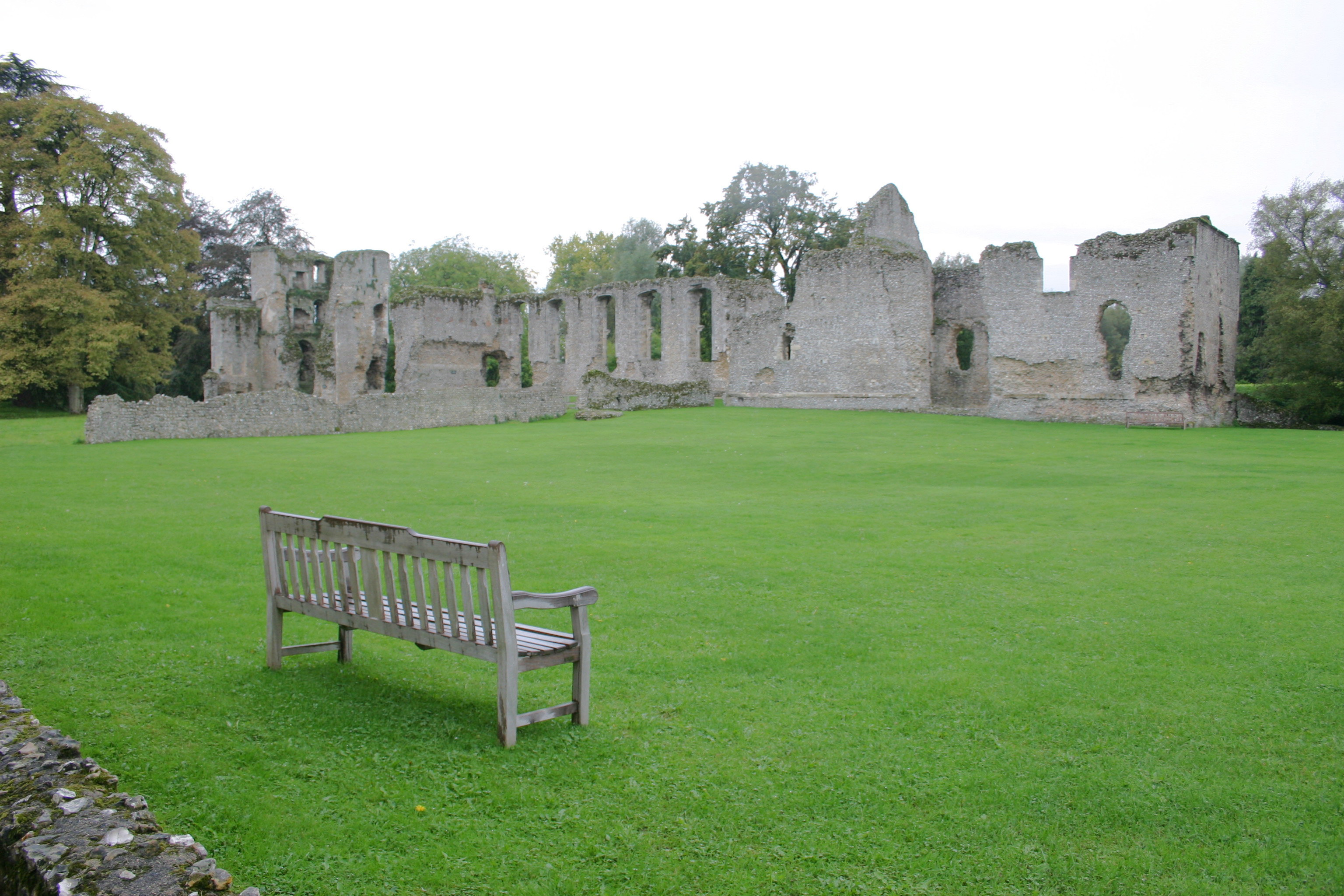
Bishop's Waltham
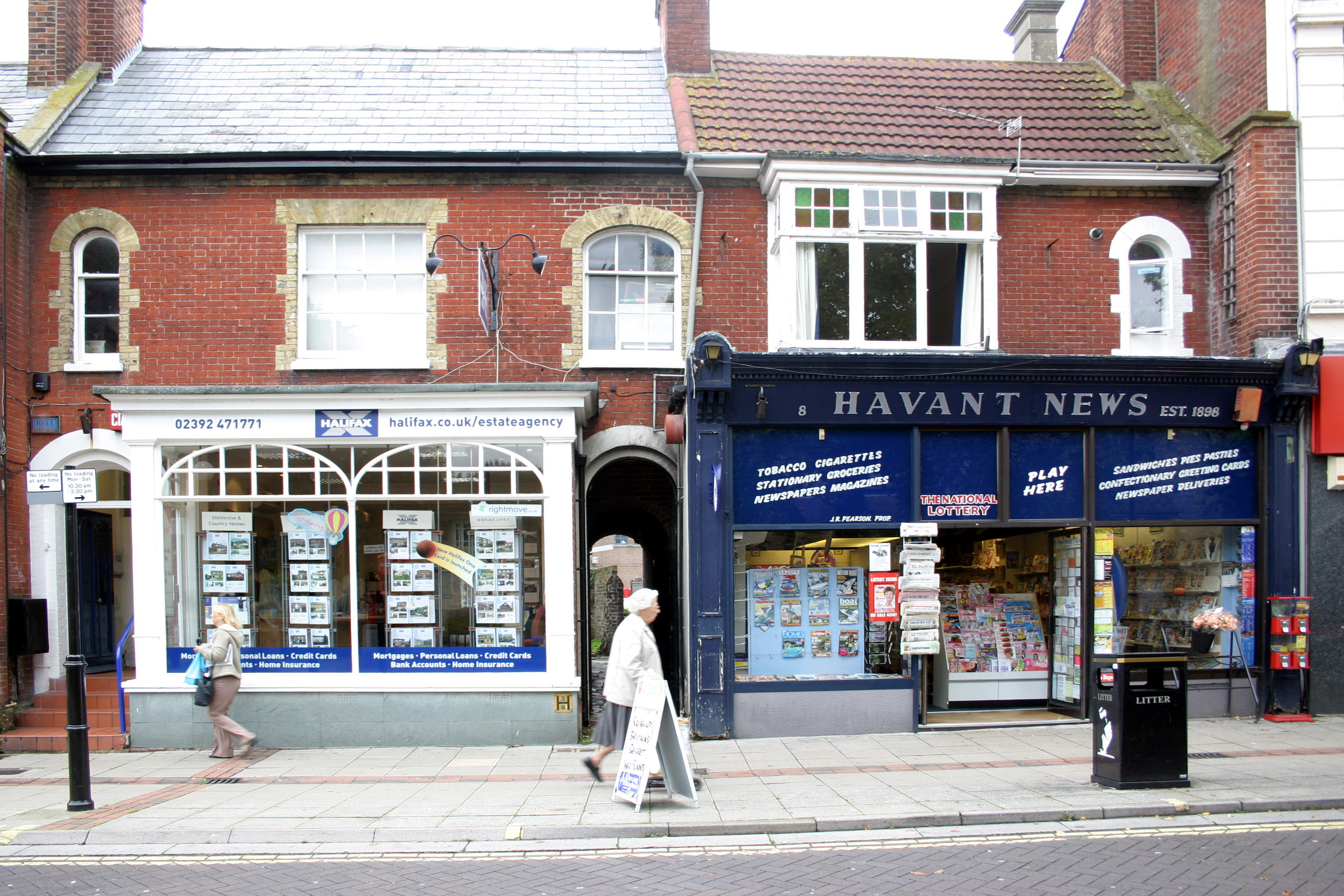
Havant
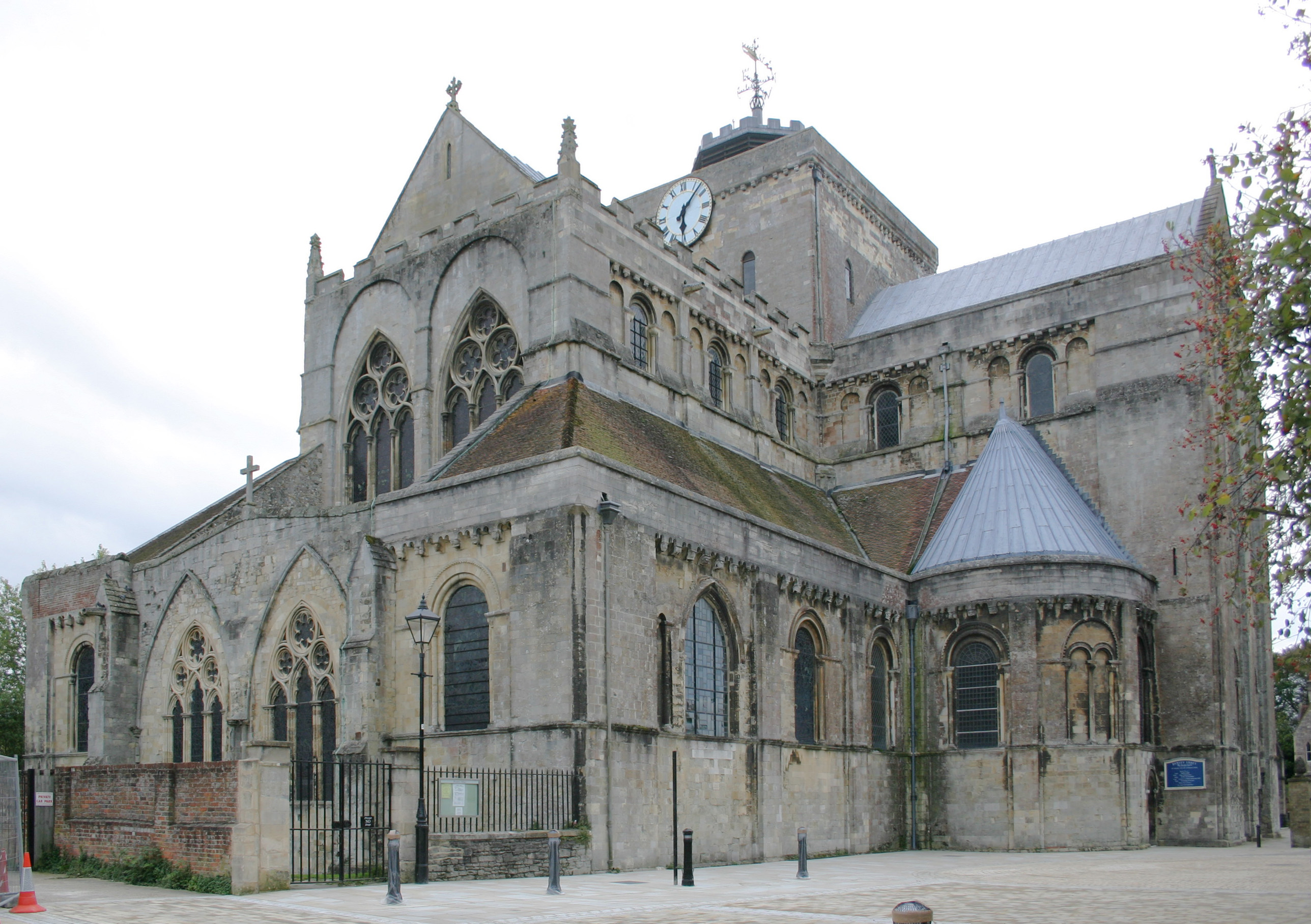
Romsey
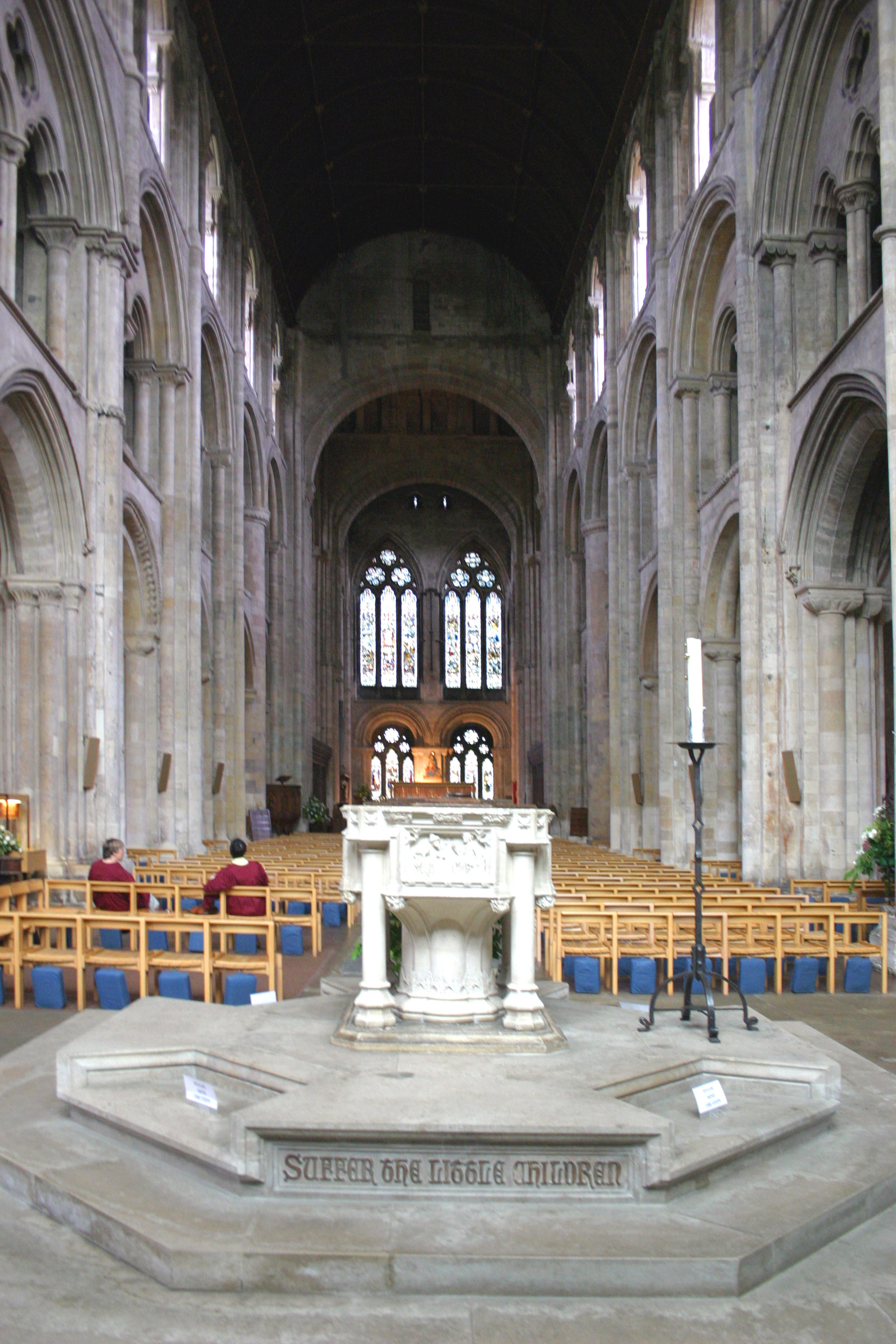
Romsey
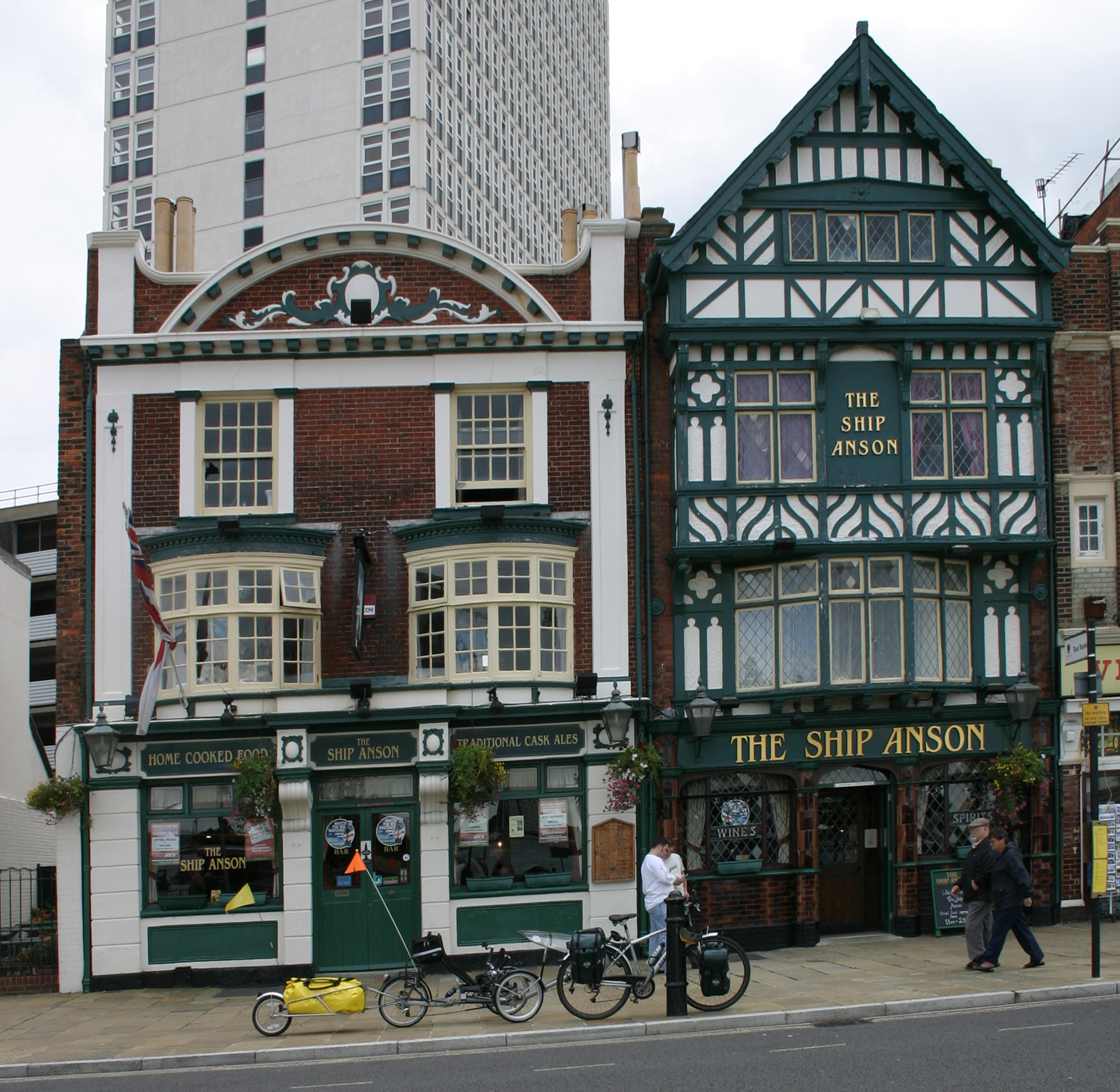
Portsmouth
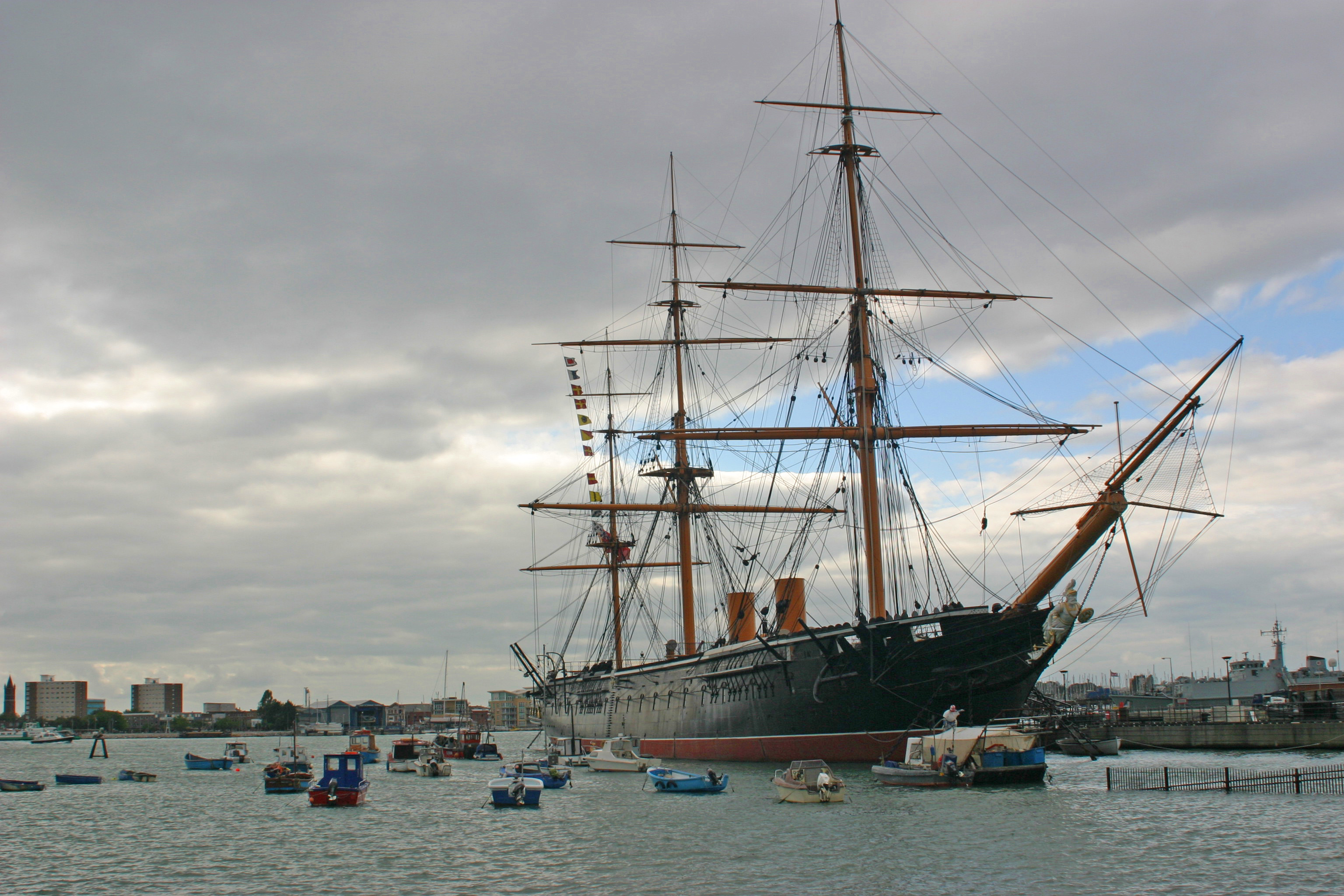
Portsmouth
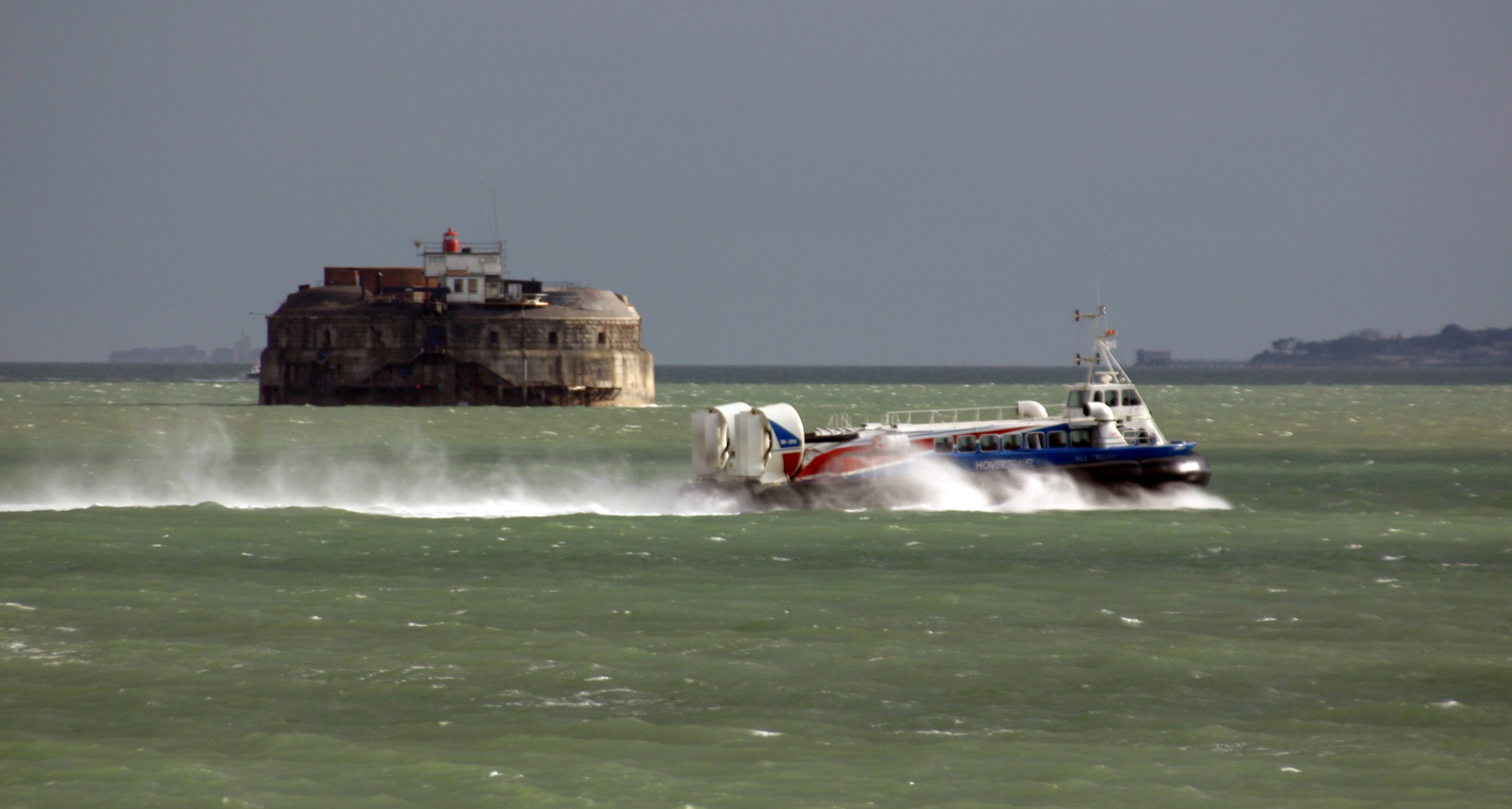
Portsmouth